# Rabi-Ribi
『Rabi-Ribi』（ラビリビ）は、台湾のインディーゲームクリエイターであるCreSpiritによって開発されたゲームソフト。2016年1月28日配信開始。ジャンルはメトロイドヴァニア。

## 反応
『Rabi-Ribi』は全般的に好評を博しており、MetacriticではPlayStation 4版で80、Nintendo Switch版では79のスコアを記録している。